# Le Val-de-Gouhenans
Le Val-de-Gouhenans is een gemeente in het Franse departement Haute-Saône (regio Bourgogne-Franche-Comté) en telt 64 inwoners (2011). De plaats maakt deel uit van het arrondissement Lure.

## Geografie
De oppervlakte van Le Val-de-Gouhenans bedraagt 4,1 km², de bevolkingsdichtheid is dus 15,6 inwoners per km².
De onderstaande kaart toont de ligging van Le Val-de-Gouhenans met de belangrijkste infrastructuur en aangrenzende gemeenten.

## Demografie
Onderstaande figuur toont het verloop van het inwonertal (bron: INSEE-tellingen).